# سرجیو کلایی
سرجیو کلایی (انگلیسی: Sergio Kalaj؛ زادهٔ ۲۸ ژانویهٔ ۲۰۰۰) بازیکن فوتبال اهل آلبانی است.
از باشگاه‌هایی که در آن بازی کرده‌است می‌توان به باشگاه ورزشی لاتزیو اشاره کرد.
وی همچنین در تیم‌های ملی فوتبال Albania national under-17 football team, Albania national under-18 football team, Albania national under-19 football team، و زیر ۲۱ سال آلبانی بازی کرده‌است.